# Efraim Rang
Josef Jakob Efraim Rang, född den 7 oktober 1869 i Stora Mellösa i Södermanland, död den 9 januari 1934, var en svensk präst. Hans föräldrar var skolläraren Gustaf Rang och Laura Amanda Ulrika Rang, född Lundborg. År 1897 gifte han sig med Emma Hedvig Ulrika Nilsson.
Rang tillbringade sin barndom i Norge och kom till Sverige 1881. Han studerade vid läroverket i Härnösand och studentexamen där 1888, varpå han studerade vid Uppsala universitet och avlade filosofie kandidatexamen 1892, teoretisk teologisk examen 1896 och blev även prästvigd samma år. Han tjänstgjorde därefter som sjömanspräst och pastorsadjunkt i Gävle till 1898, i Bromma och Solna samt arbetade som lärare vid Johanneslunds missionsinstitut mellan 1898 och 1906. Han bosatte sig därefter 1907 i Brunnsnäs utanför Ulricehamn, där han anordnade bibelkurser och ungdomsledarkonferenser. Rang verkade även sedan i åtskilliga år huvudsakligen i Evangeliska fosterlandsstiftelsens tjänst, bland annat var han resesekreterare i De ungas förbund 1902–1918, som han själv tog initiativet till. År 1917 blev han kyrkoherde i Habo, dit han kallades som fjärde provpredikant. Som kyrkoherde i Habo samlade Rang sommarkonfirmander vid en privat lägergård vid sjön Åsunden i Ulricehamns kommun. Rang idkade ett flitigt skriftställarskap i religiösa tidningar och utgav flera böcker. Han redigerade De ungas Tidskrift och kalendern Korsblomman.
Han var från 1897 gift med Hedvig Rang.